# بدوطر شوكي
بدوطر شوكي (الاسم العلمي:Bodotria spinifera) هو نوع من المفصليات يتبع جنس البدوطر من الفصيلة البدوطرية.